# Rob Kaman
Rob Kaman (* 5. Juni 1960 in Amsterdam; † 31. März 2024 in Skopelos) war ein niederländischer Kickboxer und neunmaliger Kickbox- und Muay-Thai-Weltmeister. Sein Spitzname lautet „Mr. Low Kick“.

## Karriere
Im Alter von 16 Jahren interessierte sich Kaman für Kampfkunst und begann mit dem Training in Pencak Silat. Zwei Jahre später sah er einen Kampf des Kickboxers Lucien Carbin, danach begann er mit dem Training in Muay Thai und Kickboxen im Mejiro Gym unter Jan Plas.
1980 wurde Kaman ein A-Klasse-Kämpfer. Er gewann die meisten seiner Kämpfe durch K.o. Der Wendepunkt für ihn war sein Kampf gegen Blinky Rodriquez, den Cousin von Benny Urquidez. Kaman schlug ihn in der zweiten Runde mit einem Low Kick gegen das Bein aus. Von diesem Moment an begann Kaman in Thailand zu kämpfen. Sein erster Kampf in Thailand war gegen Dennoi, einen lokalen Champion. Kaman gewann durch K. o. und wurde gebeten, in Bangkok gegen den thailändischen Meister Lakchart zu kämpfen.
Am 23. September 1983 kämpfte er gegen John Moncayo um den WKA-Weltmeistertitel im Kickboxen. Kaman gewann durch K. o. in der dritten Runde und wurde der erste europäische WKA-Kickbox-Weltmeister.
In den späten 1980er und 1990er Jahren sah man in auch in verschiedenen Gastrollen als Schauspieler in Actionfilmen, unter anderem in Blood Fist Fighter, Maximum Risk oder Der Legionär.

## Titel
- 1995: K-2 France Grand Prix ’95 Champion
- 1992–94: ISKA Oriental Rules Light Heavyweight World Champion
- 1992: ISKA Full Contact Super Middleweight World Champion
- 1992: WKA Full Contact Super Light Heavyweight World Champion
- 1990: IMTF(heute IMF) Muay Thai Light Heavyweight World Champion
- 1989–90: WKA Full Contact Light Heavyweight World Champion
- 1988–89: WKA Full Contact Light Heavyweight World Champion
- 1984: PKA Full Contact European Champion
- 1983–87: WKA Full Contact Middleweight World Champion
- IKBF Full Contact Light Heavyweight World Champion